# Cementa
Cementa Aktiebolag är ett svenskt byggmaterialföretag, vilket är ett dotterföretag till det tyska Heidelberg Cement Group. Cementa tillverkar cement i Slite och Skövde. Tillverkningen i Degerhamn upphörde i april 2019. Cementa har sitt ursprung i Skånska Cement.

## Historik

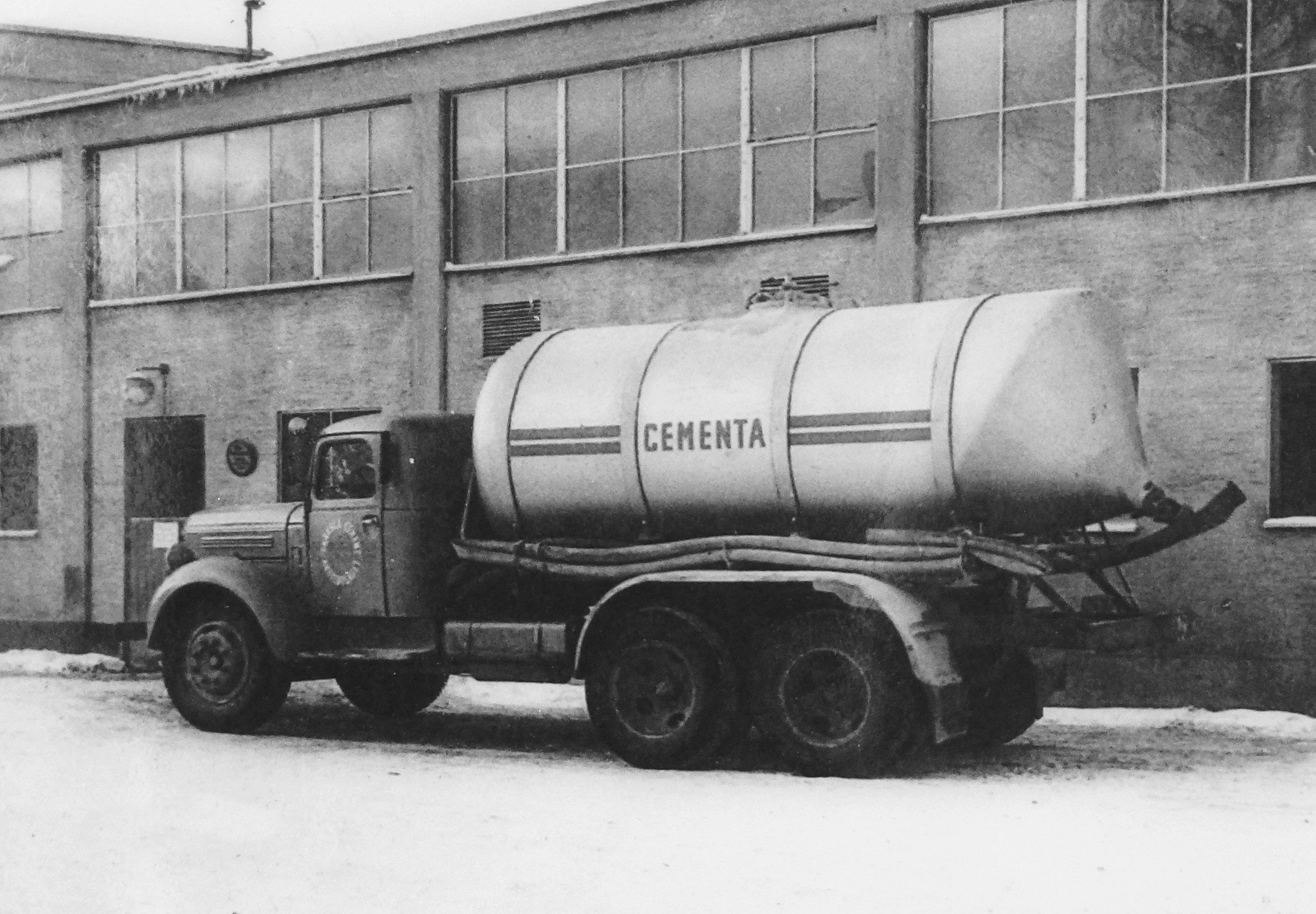
Äldre cementbil.

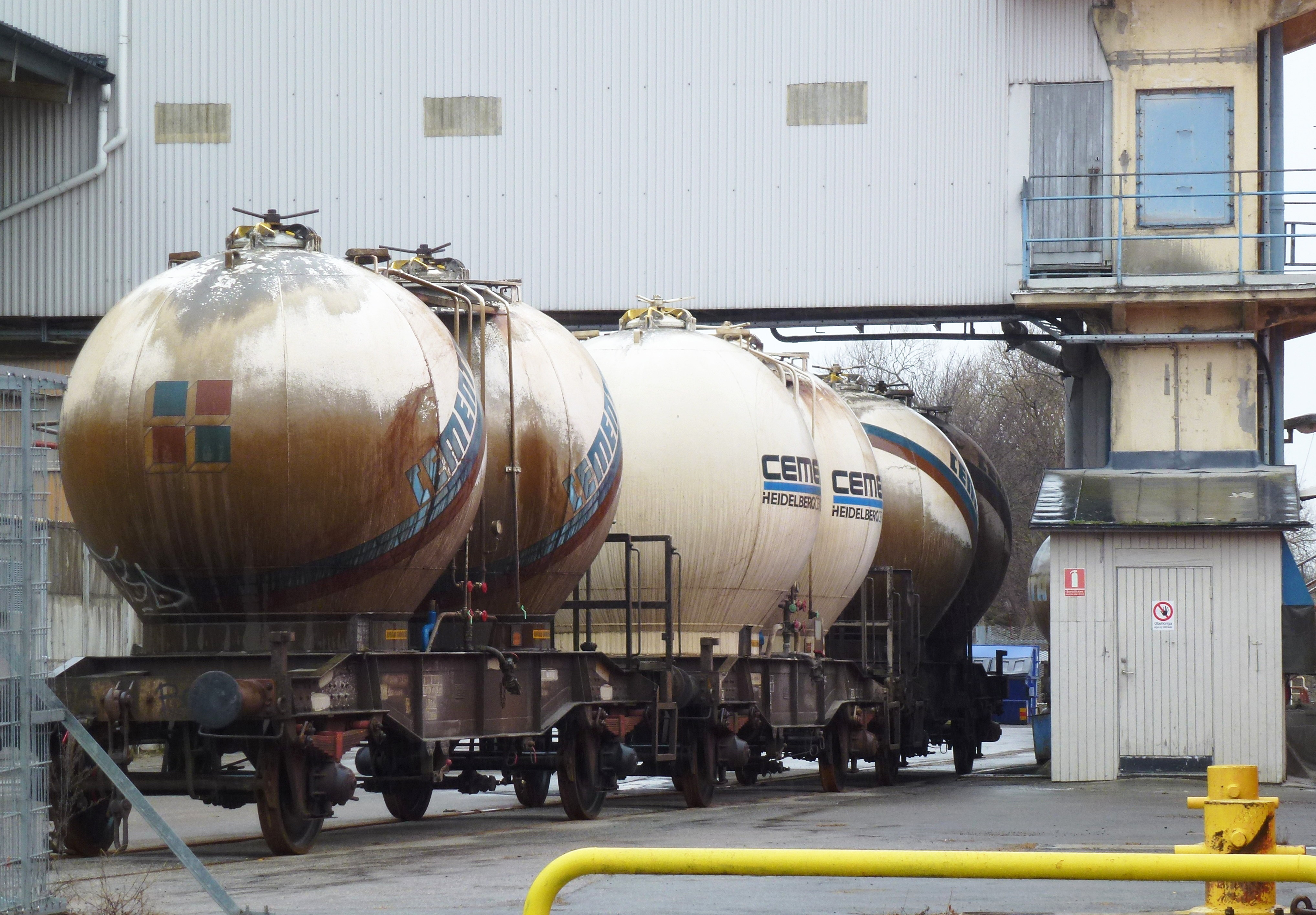
Cementa-godsvagnar.

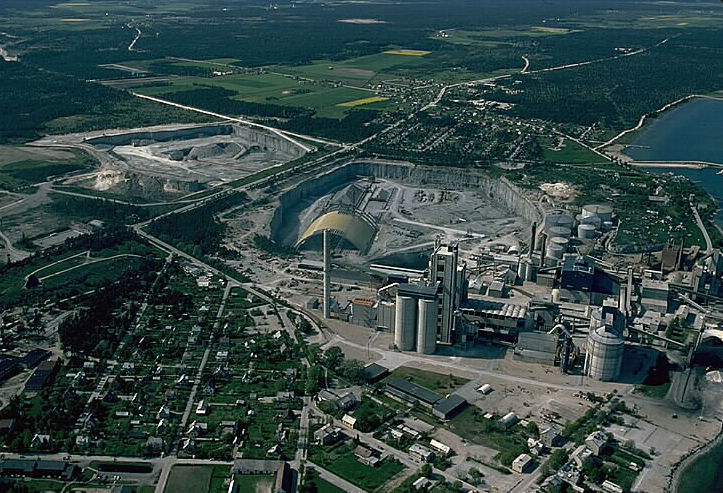
Cementas anläggning och orten Slite 1980.

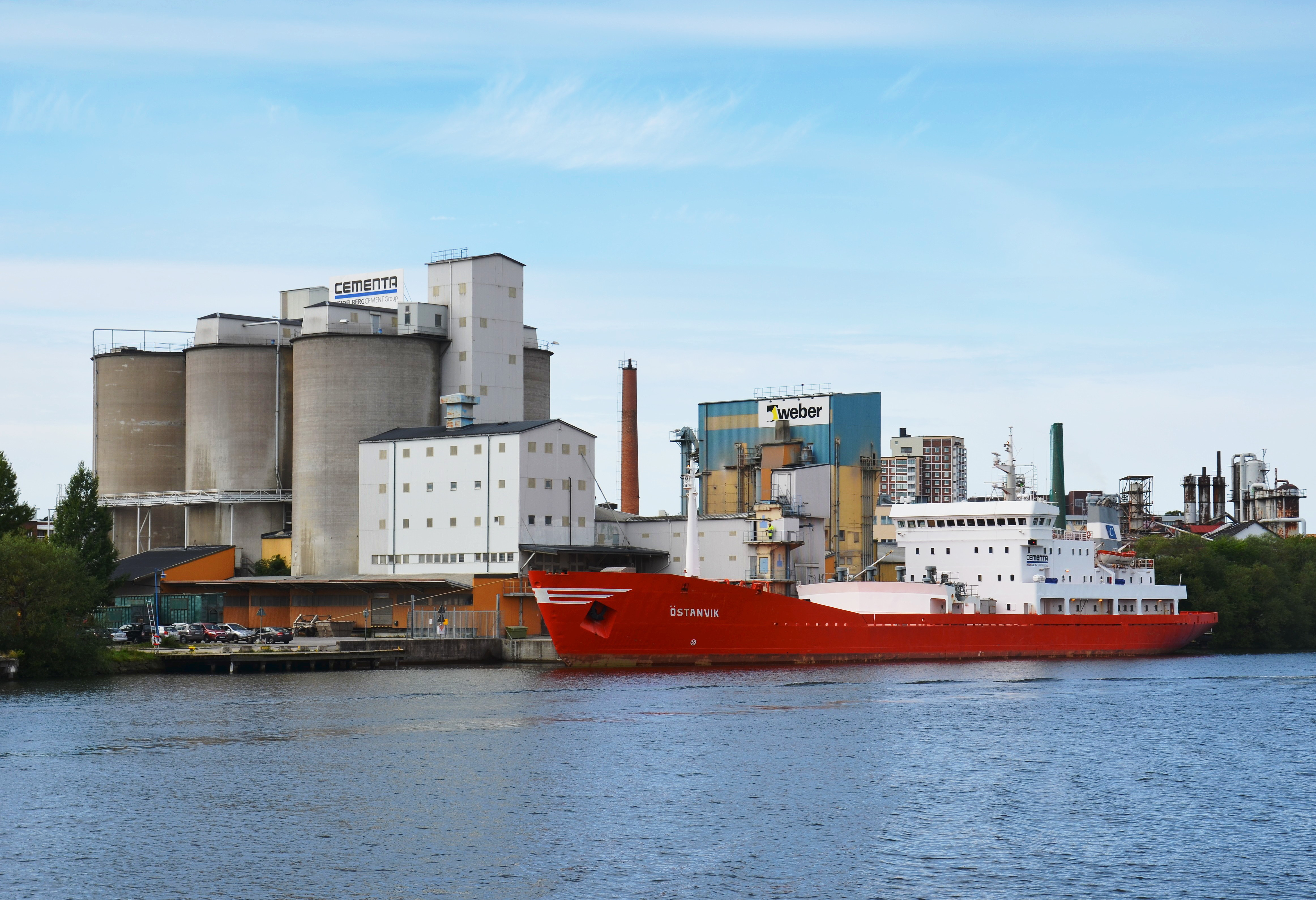
M/S Östanvik lossar cement vid Cementa, Liljeholmen i Stockholm.

År 1869 reste den då nyutexaminerade civilingenjören Otto Fahnehjelm till Gotland för att undersöka möjligheterna att anlägga där en cementfabrik. Fahnehjelm var den förste i Sverige som på allvar studerade cementfrågan. Någon fabrik tillkom dock inte på Gotland utan det blev istället i Skåne, där man 1870 konstaterade att kalkstenen från Limhamns kalkbrott var lämplig för cementtillverkning.  Hans efterföljare A.W. Lundberg, som varit stadsbyggmästare i Falun, fortsatte med projektet och tog kontakt med några engelska industrimän, som var intresserade av att anlägga en cementfabrik på Gotland. Man undersökte möjligheterna att tillverka portlandcement på ön. Inget blev av de planerna och Lundberg fick kontakt med industrimannen Frans Henrik Kockum i Lomma och kom att engagera sig där istället.
Skånska Cement grundades år 1871 och anlade Sveriges första cementfabrik 1873 i Lomma för utnyttjande av kalkstensförekomsten i Limhamn. Företagets start var ett direkt resultat av Otto Fahnehjelms undersökningar av de svenska kalkarterna. Fahnehjelm ritade också bolagets första byggnader. 
På Gotland blev det i Visby som Visby cementfabrik grundas 1884. 1917 grundades även Slite Cement & kalk och kort därpå Gotlands cement AB Rute i Valleviken. Fabrikerna i Visby och Slite köptes 1931 av Skånska Cement, medan Ruteverken lades ned 1947.
År 1893 bildades Svenska Cementförsäljningsaktiebolaget för att samordna marknadsföringen mellan Skånska Cementaktiebolaget i Limhamn, Ölands Cementfabrik i Degerhamn och Visby Cementfabrik på Gotland. Samma år kom även cementfabriken i Hällekis att ingå. År 1909 kom Ifö cementfabrik med. År 1922 antogs namnet Cementa för företaget. 1930 köpte Skånska Cementaktiebolaget upp aktiemajoriteten i Visby Cementfabrik.
Svenska Cementförsäljningsaktiebolaget Cementa blev 1966 helägt av Skånska Cement AB, som senare övertog firmanamnet för sitt nya dotterbolag för cementtillverkningen. År 1973 förvärvade Cementa konkurrenten Gullhögen i Skövde, varefter Euroc bildades, med Cementa som dotterbolag. År 1996 gick Euroc och norska Aker samman under namnet Scancem och 1999 köptes Scancem av det tyska företaget Heidelberg Cement AG.

## Cementa under början av 2000-talet
Cementas produkter köptes av betongtillverkare och entreprenörer i bygg- och anläggningsbranschen. Omsättningen var år 2011 ca 1,3 miljarder kr och antalet medarbetare uppgick till ca 425. Cementa hade tidigare ett eget rederi med en fartygsflotta på fler än 14 fartyg.

## Koldioxidutsläpp
Cementa i Slite släppte ut näst mest koldioxid i Sverige enligt en rapport från Naturvårdsverket (2018). Cementa i Slite släppte ut omkring 1,6 miljon ton 2017. Cementas koldioxidutsläpp kom från tillverkningen av cement. Mellan 55 och 60 procent av koldioxiden frigjordes när kalkstenen hettades upp, medan resten kom från de bränslen som användes i processen.
Cementas platschef i Slite förklarade att Cementa dock planerade att produktionen skulle bli koldioxidneutral till år 2030, genom att man dels skulle övergå till fossilfria bränslen, och dels låta deponera koldioxiden som frigörs från kalkstenen under Nordsjön.

## Tillståndsprövningen 2020–2021 för fortsatt kalkbrytning i Slite
Cementa beviljades år 2011 tillstånd för tio års fortsatt brytning av kalksten vid Slite. Tillståndet skulle löpa ut 31 oktober 2021.
Cementa ansökte år 2017 om tillstånd för fortsatt och utökad brytning i 20 år, vilket också mark- och miljödomstolen i Nacka beviljade 17 januari 2020. Domstolens beslut (som fattades med rösterna 3 mot 1) överklagades dock av Länsstyrelsen och Naturvårdsverket, samt 16 föreningar och enskilda personer. Den 6 juli 2021 meddelade mark- och miljööverdomstolen att Cementas utredning led av så allvarliga brister att domstolen inte kunde ta ställning till den, och avslog därför ansökan. Därmed skulle Cementa tvingas upphöra med brytningen den 1 november 2021. Den 25 augusti 2021 meddelade Högsta domstolen att man nekat prövningstillstånd vilket innebar att  mark- och miljööverdomstolens beslut ligger fast.
Kritiken mot Cementas utredning omfattade bland annat brister i teoretisk modellering samt validering av modellen, och Cementas val av alternativ vid jämförelser mellan effekterna på grundvattnet om ansökan skulle beviljas eller inte. Cementas VD Magnus Ohlsson avvisade i en intervju motiveringen att utredningen skulle vara otillräcklig, och hänvisade till att "den fick ju bistånd i första instansen".

### "Nollalternativet"
Cementa var skyldigt att upprätta en miljökonsekvensbeskrivning, där man skulle jämföra bland annat grundvattentillgång och grundvattnets salthalt med ett nollalternativ, där verksamheten inte skulle komma till stånd. Parterna hade motstridiga uppfattningar om vad detta nollalternativ skulle betyda. Cementas mångåriga verksamhet i Slite har redan haft tydliga miljökonsekvenser, som sänkning av grundvattennivån och ökad salthalt till följd av inträngande havsvatten. Cementa valde att använda utgångspunkten för det nya tillståndet (det uppskattade läget oktober–november 2021) som nollalternativ, och jämförde sedan detta med framräknade värden för läget vid tiden då det nya tillståndet skulle löpa ut, år 2041. Naturvårdsverket, länsstyrelsen och ett flertal andra käranden, samt två remissinstanser som kom in med inlagor till domstolen (Vattenmyndigheten för Södra Östersjöns vattendistrikt och Sveriges geologiska undersökning) hävdade i stället att man i en korrekt miljökonsekvenbeskrivning måste jämföra utvecklingen om nytt tillstånd inte beviljades (och alltså brytningen upphörde) med utvecklingen om verksamhet skulle bedrivas enligt det nya tillståndet. (Även den tredje remissinstansen, Artdatabanken, underkände Cementas utredning.)
Dessa olika uppfattningar framkom även i samband med förhandlingarna vid mark- och miljödomstolen. Domstolens majoritet riktade en viss kritik mot Cementas utrednings sätt att hantera detta:
| ”                                          | Enligt 6kap. 7§ första stycket 4 miljöbalken ska en miljökonsekvensbeskrivning bland annat innehålla en beskrivning av konsekvenserna av att den sökta verk-samheten inte kommer till stånd (s.k. nollalternativ). Det kan konstateras att om den i målet aktuella verksamheten inte kommer till stånd, och ingen annan mänsklig påverkan sker, kommer täkterna efterhand att vattenfyllas. Under den tid om tjugo år som den ansökta verksamheten enligt ansökan ska pågå kommer således noll-alternativet att se olika ut vid olika tidpunkter efter hand som täkterna vattenfylls. Domstolen instämmer i att en något mer utförlig beskrivning från bolagets sida av en sådan utveckling och dess följder för omgivningen skulle ha varit önskvärd. | „ |
| – Mark- och miljödomstolens dom, sidan 139 | |   |

Majoriteten ansåg dock att utredningen ändå
| ”                                          | ...i praktiken är tillräcklig för att det på ett korrekt och fullständigt sätt ska vara möjligt att bedöma konsekvenserna av den ansökta verksamheten i förhållande till den utveckling som kan förväntas om något nytt tillstånd inte medges. | „ |
| – Mark- och miljödomstolens dom, sidan 140 | |   |

I förhandlingarna inför mark- och miljööverdomstolen upprepade parterna i huvudsak sina tidigare ståndpunkter. Cementa förtydligade sitt motstånd mot att jämföra effekterna av 20 år utan respektive med ansökt verksamhet så här:
| ”                        | I grundvattenmodellen används Scenario 2021 som referens vid beskrivning av framtida påverkan, eftersom Cementa har tillstånd att driva täktverksamhet fram till dess. Det är påverkan efter 2021 som är syftet med analysen. När det gäller bestämmande av influensområde för påverkan på enskilda brunnar har påverkan av det utökade dagbrottet beräknats genom att grundvattennivåerna för Scenario 2041 subtraheras från grundvattennivåerna för Scenario 2021. Scenario 2021 används som referens vid jämförelserna, eftersom Cementa har tillstånd att driva täktverksamhet fram tills dess[sic], och det är påverkan efter 2021 som är syftet med analysen. Cementa vidhåller att den jämförelse som Naturvårdsverket och länsstyrelsen efterfrågar skulle vara missvisande, då den skulle illustrera vad som skulle inträffa om befintlig täkt vattenfyllts och den nu ansökta verksamheten därefter skulle inrättas (dvs. att täktsjön skulle tömmas och täktverksamheten därefter återupptas). En sådan jämförelse skulle även kräva ett stort antal spekulativa antaganden om bland annat hur omgivningen kommer att utvecklas oberoende av Cementas verksamhet, och därmed inte bidra med någon vetenskapligt grundad redovisning av konsekvenserna av den ansökta verksamheten. | „ |
| – MMÖDs dom, sidor 20–21 | |   |

Mark- och miljööverdomstolen ansåg (liksom den tidigare instansen) att en jämförelse med ett "verkligt" nollalternativ borde ha genomförts:
| ”                    | Som Högsta domstolen har redovisat i rättsfallet NJA 2009 s. 321 bör det mera sällan vara möjligt att under en fortsatt handläggning läka väsentliga initiala brister i en miljökonsekvensbeskrivning, exempelvis sådana uppgifter som enligt 6 kap. 7 § andra stycket miljöbalken alltid ska ingå i beskrivningen, när verksamheten eller åtgärden ska antas medföra en betydande miljöpåverkan. Det förtjänar att påpekas att till dessa uppgifter hör bland annat redovisningen av ett nollalternativ. | „ |
| – MMÖDs dom, sida 35 | |   |

Till skillnad från underrätten kom man dock (enhälligt) till slutsatsen att denna brist och bristerna i modelleringen var för stora för att möjliggöra en bedömning:
| ”                        | Mark-och miljööverdomstolen konstaterar att grundvattenmodellen i sig och det använda nollalternativet har påpekade brister och att dessa i huvudsak förelåg redan vid ansökningstillfället. Trots uppdatering kvarstår en inte obetydlig osäkerhet och övrig utredning kan inte kompensera detta. | „ |
| – MMÖDs dom, sidor 37–38 | |   |